# Авинер, Шломо
Ха́им Шло́мо ха-Ко́эн Авине́р (ивр. שלמה חיים הכהן אבינר‎; фр. Shlomo Hayim haCohen Aviner) (род. в 1943 году (5703 году по еврейскому летоисчислению) в Лионе, Франция) — один из выдающихся современных раввинов Израиля, глава иешивы «Атерет Иерушалаим» в Старом городе Иерусалима и раввин поселения Бейт-Эль. Является одним из ведущих духовных лидеров движения религиозного сионизма. Автор более 30 книг по еврейскому праву, философии, комментариям к Торе и вопросам воспитания молодёжи. Его статьи и комментарии на текущие события и на темы еврейской жизни постоянно публикуются во множестве газет, журналов и на интернет-сайтах.

## Биография
Шломо Авинер родился в 1943 году в Лионе во время оккупации немцами Франции. Его родители были вынуждены, как и другие евреи, скрываться под чужим именем, чтобы избежать депортации в лагеря смерти.
В юности Авинер был активным членом религиозной сионистской молодёжной организации Бней Акива, и, в конце концов, стал руководителем её национального отделения. В 16 лет он поступил в университет, где изучал математику, физику и электротехнику и получил диплом инженера в области электротехники и степень магистра в области математики. После работы в центре ядерных исследований во Франции служил во французской армии по своей специальности — электроника в ВВС.
В возрасте 23 лет, в 1966 году, на следующий день после окончания службы во французской армии, Шломо Авинер репатриировался в Израиль в кибуц Сде Элиягу возле Бейт-Шеана — чтобы реализовать идеал трудовой жизни и сельского хозяйства в Земле Израиля.
Затем он отправился в Иерусалим учиться в иешиве Мерказ ха-Рав, где познакомился с равом Цви Иегудой Куком — главой этой иешивы ешивы и сыном первого главного раввина Израиля, рава Авраама Ицхака Кука. Цви Иегуда Кук стал его учителем, и Авинер стал одним из ведущих студентов иешивы. Но даже став раввином, он продолжит поощрять труд в Израиле как выражение глубокой связи с этой землёй.
Позже в Израиль репатриировалась вся его семья. Он прошёл срочную службу в ЦАХАЛе, участвовал в Шестидневной войне на южном фронте и Войне Судного дня, воевал на северной границе, заслужил звание лейтенанта. Его брат, раввин Элиша Авинер, стал главой иешивы «Биркат Моше» в Маале-Адумим.
Затем Авинер продолжил изучение Торы в иешиве в Хевроне. В 1971 году он стал раввином кибуца Лави в Нижней Галилее, где половину своего рабочего дня проводил, работая на ферме. В 1977 году, убеждённый, что нужно обязательно «вливать новую кровь», он оставил Лави и стал раввином в мошаве Кешет на Голанских высотах. В 1981 году он принял должность раввина поселения Бейт-Эль (Алеф). В 1983 году он одновременно стал главой иешивы «Атерет Иерушалаим» (ранее известной как «Атерет Коганим») в Старом городе Иерусалима.

## Позиция рава Авинера

### В области политики

#### Отношение к идее «территории в обмен на мир»
Рав Авинер считает массовое еврейское заселение Иудеи и Самарии наиболее эффективной гарантией против отдачи этих земель арабам:

«Позвольте мне предложить аналогию. Все это похоже на то, как если бы человек поселился в доме соседа без разрешения и прожил там много лет. Когда собственный хозяин возвращается, захватчик предъявляет претензии: „Это мой дом, я здесь живу многие годы!“ Но все эти годы он был не кем иным, как вором. Теперь он должен удалиться или платить арендную плату. Некоторые скажут, что есть различие между живущим в таком месте в течение тридцати лет и в течение двух тысяч лет. Но давайте спросим их: есть ли какой-либо определённый срок, который даёт вору право на украденное?»

#### Отношение к отказу солдат выполнять приказы
В 1981 году Шломо Авинер был одной из самых активных фигур в руководстве противников ухода с Синая после Шестидневной войны по условиям соглашения в Кэмп-Дэвиде и эвакуации поселения Ямит. В 2005 году при выселении евреев из Гуш Катифа как части одностороннего израильского «плана размежевания», рав Авинер поддержал позицию, что солдаты не должны выступать против выполнения приказов, но должны использовать любую легальную возможность уклониться от участия в депортации евреев.

#### Отношение к неевреям — гражданам Израиля
Шломо Авинер обозначил галахический статус солдат-неевреев Армии обороны Израиля как даже более высокий, чем у «праведника народов мира», потому что они самоотверженно защищают еврейский народ. Тем не менее, при всем уважении к такому солдату, это не делает его евреем, а он остаётся партнёром еврейского народа, и к такому нееврею, который служит в еврейской армии, нужно относиться с уважением, любовью и дружбой. Такой статус нееврейского солдата позволяет ему быстрее и легче пройти гиюр, если он имеет такое желание.

## Религиозная деятельность
Шломо Авинер опубликовал десятки книг и сотни статей. Его статьи и респонсы ежемесячно появляются в журнале иешивы и часто печатаются в израильских газетах. Рав Авинер также еженедельно пишет комментарии к недельным главам, которые распространяются каждую субботу в синагогах по всему Израилю. Он ведёт две еженедельные радиопрограммы, имеет собственный видеоблог, даёт еженедельные уроки и читает лекции во множестве мест. В дополнение к этому, к раву Авинеру постоянно обращаются сотни людей из всех слоёв израильского общества, которые задают ему галахические вопросы по телефону, электронной почте и SMS-сообщенями.

## Статьи
- Публикации рава Шломо Авинера на сайте МАОФ Архивная копия от 19 сентября 2020 на Wayback Machine
- Публикации рава Шломо Авинера на сайте 7КАНАЛ
- Публикации рава Шломо Авинера на сайте midrasha.net